# Resolución 425 del Consejo de Seguridad de las Naciones Unidas
La Resolución 425 del Consejo de Seguridad de las Naciones Unidas, es una resolución del Consejo de Seguridad de las Naciones Unidas adoptada el 19 de marzo de 1978, cinco días después de la invasión israelí al Líbano en el contexto de la insurgencia palestina en el Sur de Líbano y la Guerra Civil Libanesa, en el que se hizo un llamado a Israel para que retirara inmediatamente sus fuerzas del Líbano y estableció el Fuerza Provisional de las Naciones Unidas para el Líbano (FPNUL). Fue aprobado por 12 votos contra ninguno; Checoslovaquia y la Unión Soviética se abstuvieron , y China no participó.

## Resolución
El Consejo de Seguridad,
Tomando nota de las cartas del Representante permanente del Líbano y del Representante permanente de Israel, Habiendo escuchado la declaración de los representantes permanentes del Líbano e Israel, gravemente preocupado por el deterioro de la situación en el Medio Oriente y sus consecuencias para el mantenimiento de paz internacional, convencido de que la situación actual impide el logro de una paz justa en Oriente Medio,
1. Pide un respeto estricto de la integridad territorial, la soberanía y la independencia política del Líbano dentro de sus límites internacionalmente reconocidos;
2. Pide a Israel que cese de inmediato su acción militar contra la integridad territorial libanesa y que retire inmediatamente sus fuerzas de todo el territorio libanés;
3. Decide, a la luz de la solicitud del Gobierno del Líbano, establecer inmediatamente bajo su autoridad una fuerza interina de las Naciones Unidas para el sur del Líbano con el fin de confirmar la retirada de las fuerzas israelíes, restablecer la paz y la seguridad internacionales y ayudar al Gobierno del Líbano para garantizar el retorno de su autoridad efectiva en el área, la Fuerza estará compuesta por personal proveniente de los Estados Miembros;
4. Pide al Secretario General que informe al Consejo en un plazo de veinticuatro horas sobre la aplicación de la presente resolución.

## Implementación
Las primeras tropas de la Fuerza Provisional de las Naciones Unidas para el Líbano (FPNUL) llegaron al Líbano el 23 de marzo de 1978, solo cuatro días después de la aprobación de la resolución. Israel retiró sus fuerzas en junio de 1978.

## Legado
Más tarde, Israel reanudó la ocupación en una invasión a gran escala en junio de 1982, en la que las tropas israelíes se aliaron con las fuerzas cristianas libanesas y ocuparon Beirut en la Guerra del Líbano de 1982.
En mayo de 2000, más de 22 años después de la aprobación de la resolución 425, Israel retiró sus tropas del Sur de Líbano. Antes de la retirada, las voces de la oposición dentro de Israel presionaron al gobierno para que se retirara del Líbano, ya que no veían una razón válida para permanecer allí y sostener los ataques libaneses.
La frontera reconocida por la Organización de las Naciones Unidas se conoce como la Línea Azul. Esta cubre la frontera libanés-israelí; una extensión cubre la frontera libanesa-Golán.
El Secretario General de la ONU concluyó que, al 16 de junio de 2000, Israel había retirado sus fuerzas del Líbano, de conformidad con la resolución 425 de 1978. Sin embargo, Hezbolá afirma que Israel todavía mantiene la tierra libanesa bajo su ocupación, principalmente en Granjas de Shebaa. Israel argumenta que Shebaa Farms es territorio sirio y no libanes, y por lo tanto no está incluida en la resolución 425. La República Libanesa no ha extendido su control sobre el Sur de Líbano, aunque fue requerido por la Resolución 1391 del Consejo de Seguridad de las Naciones Unidas a partir de 2002,  e instado por la Resolución 1496 del Consejo de Seguridad de las Naciones Unidas de 2003. Israel ha presentado múltiples quejas con respecto a la conducta del Líbano.